# Brothers in Arms DS
Brothers in Arms DS est un jeu vidéo de tir à la première personne. Le jeu est développé par Gameloft Srl et édité par Ubisoft sur Nintendo DS en 2007.
Il s'agit d'un épisode de la série initiée avec Brothers in Arms: Road to Hill 30. Le jeu a été porté sur N-Gage 2.0 en 2008.

## Accueil
- Jeuxvideo.com : 14/20[1]